# Smith Flyer
La Smith Flyer est une automobile américaine fabriquée par la société A.O. Smith Company (en) à Milwaukee dans les années 1910, période à laquelle les droits de fabrication ont été vendus à Briggs & Stratton (en) qui la renomme Briggs & Stratton Flyer.

## Historique
La Smith Flyer est un petit véhicule simple et léger à deux places avec un cadre en bois qui sert à la fois de carrosserie et de suspension. Un petit moteur à essence est monté sur une sellette d'attelage, ou roue motrice, pour l'entraîner. L'empattement est de 1 575 mm, les roues sont de 508 mm de diamètre, et la largeur est de 762 mm. Comme la 5e roue est directement entraînée par le moteur, le moteur est démarré avec la roue motrice légèrement soulevée (sans contact), puis lorsque le moteur est en route, le conducteur abaisse le moteur (au moyen d'un levier) doucement pour démarrer le véhicule.
La roue motrice à entraînement direct est développée par Arthur William Wall (en) de Birmingham, en Angleterre, vers 1910 pour propulser un vélo. Le concept de fixer le moteur directement à la roue n'est pas nouveau ; Ferdinand Porsche développe se concept vers 1900, mais sa roue motrice est électrique. L'AO Smith Corporation de Milwaukee, Wisconsin, acquiert les droits de fabrication américains de la roue motrice d'Arthur William Wall en 1914 et produit d'abord la roue motrice pour une utilisation sur les vélos, puis sur une voiture de type buckboard à ossature de bois qu'ils appellent la « Smith Motorwheel ». En 1919, les droits de fabrication sont achetés par la Briggs & Stratton Company, qui produit la Motor Wheel and Flyers. Ils ont apporté plusieurs améliorations au moteur, augmentant la taille de l'alésage, ainsi qu'une nouvelle bielle et un volant magnétique entièrement en acier. Ces améliorations ont augmenté la puissance de sortie. Briggs & Stratton commercialise le Flyer dans tout le pays et lance une publication intitulée Motor Wheel Age. En 1925, ils vendent les droits du Flyer à Automotive Electric Services Corporation qui continue à produire le Flyer jusqu'à épuisement des moteurs, puis remplace le moteur à essence par un moteur électrique entraîné par une batterie.
Briggs & Stratton conserve le moteur qui est au cœur de la Motor Wheel et l'adapte à d'autres applications telles que les tondeuses à gazon. Le moteur Motor Wheel est l'ancêtre de tous les moteurs Briggs & Stratton à venir.
Pratiquement tous les Flyers étaient peints en rouge et étaient largement connus sous le nom de Red Bug. La Flyer est répertoriée dans le livre Guinness des records comme la voiture la moins chère de tous les temps. Le livre répertorie le Briggs & Stratton Flyer de 1922 comme se vendant de 125 $ US à 150 $ US.
Quelques Smith Flyers existent encore dans les collections et des plans de la voiture sont disponibles en ligne.